# Gian Giacomo Badini
Gian Giacomo Badini di Bellasio (Adria, 22 gennaio 1894 – Codroipo, 30 ottobre 1917) è stato un militare italiano, decorato con la medaglia d'oro al valor militare.

## Biografia
Arruolato nel Regio Esercito, combatté nella prima guerra mondiale. In servizio nel 3º Reggimento artiglieria da campagna, partecipò alla Battaglia di Caporetto. Nel corso della ritirata italiana verso il fiume Piave, al comando di una batteria di artiglieria, si distinse per il coraggio nell'affrontare l'assalto delle truppe austriache.
Il 1º febbraio 1920 gli fu conferita la medaglia d'oro al valor militare alla memoria.